# Лисак Іван Васильович
Іван Васильович Лисак (23 березня 1904, село Королівка, тепер Борщівського району Тернопільської області — 23 червня 1955, місто Борщів Тернопільської області) — український радянський діяч, голова колгоспу, голова виконавчого комітету Борщівської районної ради депутатів трудящих Тернопільської області. Депутат Верховної Ради УРСР 2—3-го скликань (1947—1955).

## Біографія
Народився у родині сільського шевця. З 1914 по 1939 рік наймитував у поміщиків та заможних селян.
Після окупації Західної України радянськими військами у вересні 1939 року служив бійцем групи сприяння робітничо-селянської міліції в селі Королівці.
У 1940—1941 роках — завідувач птахоферми; голова виконавчого комітету сільської ради села Королівки Борщівського району Тернопільської області; голова колгоспу. З початку німецько-радянської війни перебував у евакуації у Воронезькій області РРФСР.
З лютого 1942 року — в Червоній армії, учасник німецько-радянської війни з травня 1942 року. Служив стрільцем 1-го стрілецького батальйону 13-го гвардійського стрілецького полку 3-ї гвардійської стрілецької дивізії Центрального і 3-го Білоруського фронтів.
З 1946 року — голова колгоспу імені Хрущова міста Борщова Борщівського району Тернопільської області. Член ВКП(б) з 1947 року.
У 1950—1955 роках — голова виконавчого комітету Борщівської районної ради депутатів трудящих Тернопільської області.

## Нагороди
- орден Леніна (23.01.1948)
- орден Трудового Червоного Прапора
- орден Червоної Зірки (16.04.1945)
- дві медалі